# Колокол (линейный корабль)
«Колокол» или «Клок» (от нем. glocke — колокол) — парусный линейный корабль Азовского флота Российской империи четвёртого ранга, построенный кумпанством казанского митрополита.

## Описание судна
Построенные для Азовского флота корабли, в числе которых был и «Колокол», первоначально были названы баркалонами (от итал. barca longo — длинная барка), однако фактически соответствовали кораблям 5-го класса по принятой в Европе в конце XVII века классификации и в последующие годы во всех документах числились в качестве кораблей. Представляли собой двух- или трехмачтовые корабли с прямым и косыми парусным вооружением, вооружались 26—46 орудиями различного калибра, включавшие двух-, четырёх-, шестифунтовые орудия и дробовики.
Длина корабля по сведениям из различных источников составляла от 38,2 до 38,7 метра, ширина — от 8,2 до 8,23 метра, а осадка — от 3,1 до 3,15 метра. Вооружение судна в разное время могли составлять от 42 до 46 орудий, а экипаж состоял из 180 человек. Девиз корабля: «Звон его не для него».
Как и все корабли, построенные кумпанствами, отличался несовершенством конструкции и низким качеством выполнения работ по постройке.

## История службы
Линейный корабль «Колокол» был заложен кумпанством боярина Ф. П. Шереметьева на Воронежской верфи в 1697 году и после спуска на воду в мае 1699 года вошёл в состав Азовского флота России. Строительство вёл кораблестроитель Клас Кок.
В апреле 1702 года корабль был переведён из Воронежа в устье Дона.
В 1710 году корабль «Колокол» был разобран в районе села Трушкино.

### Комментарии
1. ↑  125 футов.
2. ↑  27 футов.
3. ↑  10 футов 2 дюйма.